# Григор Хаджийорданов
Григор Хаджийорданов (изписване до 1945 година: Григоръ хаджи Йордановъ) е български духовник от Македония.

## Биография
Произхожда от селото Ваташа при град Кавадарци в македонската област Тиквеш.
В Тиквешкото въстание през 1913 година сръбският комендант на Кавадарци гарантира чрез поп Григор живота и имота на завърналите се невъоръжени тиквешани, които избягали в гората след отстъплението на въстаниците и завръщането на сръбските войски, но въпреки изречената гаранция над тях е извършено масово насилие.